# Pas på bilen
Pas på bilen (russisk: Береги́сь автомоби́ля) er en sovjetisk spillefilm fra 1966 af Eldar Rjasanov.

## Medvirkende
- Innokentij Smoktunovskij som Yuri Detochkin
- Oleg Jefremov som Maksim Podberjozovikov
- Ljubov Dobrzjanskaja
- Olga Aroseva som Ljuba
- Andrej Mironov som Dima Semitsvetov